# تشارلز شتارك درابر
تشارلز شتارك درابر (بالإنجليزية: Charles Stark Draper) (و. 1901 – 1987 م) هو مهندس فضاء جوي، ومهندس، ومخترِع، وأستاذ جامعي، وعالم حاسوب أمريكي، وكان عضوًا في الأكاديمية الفرنسية للعلوم، والأكاديمية الوطنية للهندسة، والأكاديمية الأمريكية للفنون والعلوم، والأكاديمية الوطنية للعلوم، توفي في كامبريدج، ماساتشوستس، عن عمر يناهز 86 عاماً.

## التعليم
تعلم في جامعة ستانفورد، وجامعة ميسوري، ومعهد ماساتشوستس للتكنولوجيا.

## جوائز
حصل على جوائز منها:
- الميدالية الذهبية للانغلي (1981)
- جائزة ريتشارد بيلمان التراثية (1981)
- قلادة العلوم الوطنية (1964)[14]
- وسام هوارد بوتس (1960)
- Magellanic Premium [الإنجليزية]‏ (1959)
- جائزة ويليام بروكتر للإنجازات العلمية  [لغات أخرى]‏ (1959)
- جائزة هولي [الإنجليزية]‏ (1957)
- IEEE Lamme Medal [الإنجليزية]‏
- جائزة تشارلز ستارك دريبر
- زمالة الجمعية الأمريكية الفيزيائية
- ميدالية دانيال غاغنهايم [الإنجليزية]‏
- القاعة الوطنية للمخترعين المشاهير
- جائزة اليابان
- عضوية الشرف في قاعة الطيران الوطنية  [لغات أخرى]‏
- زمالة معهد مهندسي الكهرباء والإلكترونيات.